# حباك سالفادوري
حباك سالفادوري (الاسم العلمي: Ploceus dichrocephalus) نوع من الطيور الصغيرة من فصيلة الحباك، متوطن في إثيوبيا، كينيا والصومال.